# Estudiantes de Caracas Sport Club
L'Estudiantes de Caracas Sport Club, meglio noto come Estudiantes de Caracas, è una società calcistica venezuelana con sede nella città di Caracas.

## Palmarès

### Competizioni nazionali
- Segunda División: 1

2017

### Altri piazzamenti
- Copa Venezuela:

Finalista: 2016